# Камышина, Екатерина Сергеевна
Екатерина Сергеевна Камышина (род. 1983) — российская биатлонистка, неоднократный призёр чемпионатов России. Мастер спорта России.

## Биография
Воспитанница камчатского биатлона, первые тренеры — Н. В. и М. М. Мишкины. Становилась призёром юношеских соревнований «Олимпийские надежды» и зональных соревнований Дальнего Востока.
На взрослом уровне представляла город Хабаровск и команду Вооружённых сил, параллельным зачётом представляла Красноярск. Тренеры в этот период — Л. Н. Корчевой, И. В. Гущина.
В 2002 году стала бронзовым призёром чемпионата России в гонке патрулей в составе команды Красноярска. В 2004 году завоевала серебряные медали в командной гонке. В 2005 году стала серебряным призёром первой в истории чемпионатов России смешанной эстафеты в составе сборной команды Новосибирска-Красноярска-Хабаровска.
В середине 2000-х годов завершила спортивную карьеру.